# Jamesonit
Jamesonit – minerał z klasy siarczków.

## Właściwości
Krystalizuje w układzie jednoskośnym. Wykształca kryształy o pokroju igiełkowym do włosowatego. Występuje w skupieniach wiązkowych, promienistych, pędzelkowatych, bezładnych, narosłe i wrosłe. Jest minerałem kruchym i nieprzezroczystym. Posiada szaroczarną rysę oraz metaliczny połysk.

## Występowanie
Występuje w żyłach hydrotermalnych bogatych w antymon. Towarzyszą mu sfaleryt, arsenopiryt, galena, baryt, kwarc, piryt, rodochrozyt, piryt, dolomit oraz kalcyt. 

## Miejsce występowania
Jego typową lokalizacją występowania jest Kornwalia. Spotykany także w Australii, Austrii, Boliwii, Kanadzie, Chinach, we Francji, Niemczech, Meksyku, na Słowacji i w USA (Alaska, Kalifornia, Idaho, Montana). 